# Ismeniae Fossae
Le Ismeniae Fossae sono una struttura geologica della superficie di Marte.